# جيانغسو سونينغ
نادي جيانغسو سونينغ لكرة القدم (بالصينية: 江苏足球俱乐部苏宁易购队) كان نادي كرة قدم صيني إحترافي، كان مقره في نانجينغ. تأسس الفريق في سنة 1958 وكان يلعب في دوري السوبر الصيني حيث كان يخوض مبارياته البيتية في مركز نانجينغ الأولمبي الرياضي.
في 28 فبراير 2021 تم حل الفريق نهائياً بقرار من مجموعة سونينغ القابضة التي تمتلك النادي، وشمل الحل أيضاً فرق السيدات والشباب وذلك بسبب الصعوبات المالية.

## وصلات خارجية
- الموقع الرسمي (بالصينية)